# Yano Tsuneta

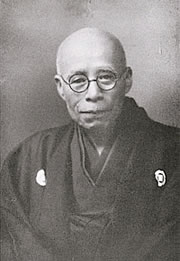
Yano Tsuneta

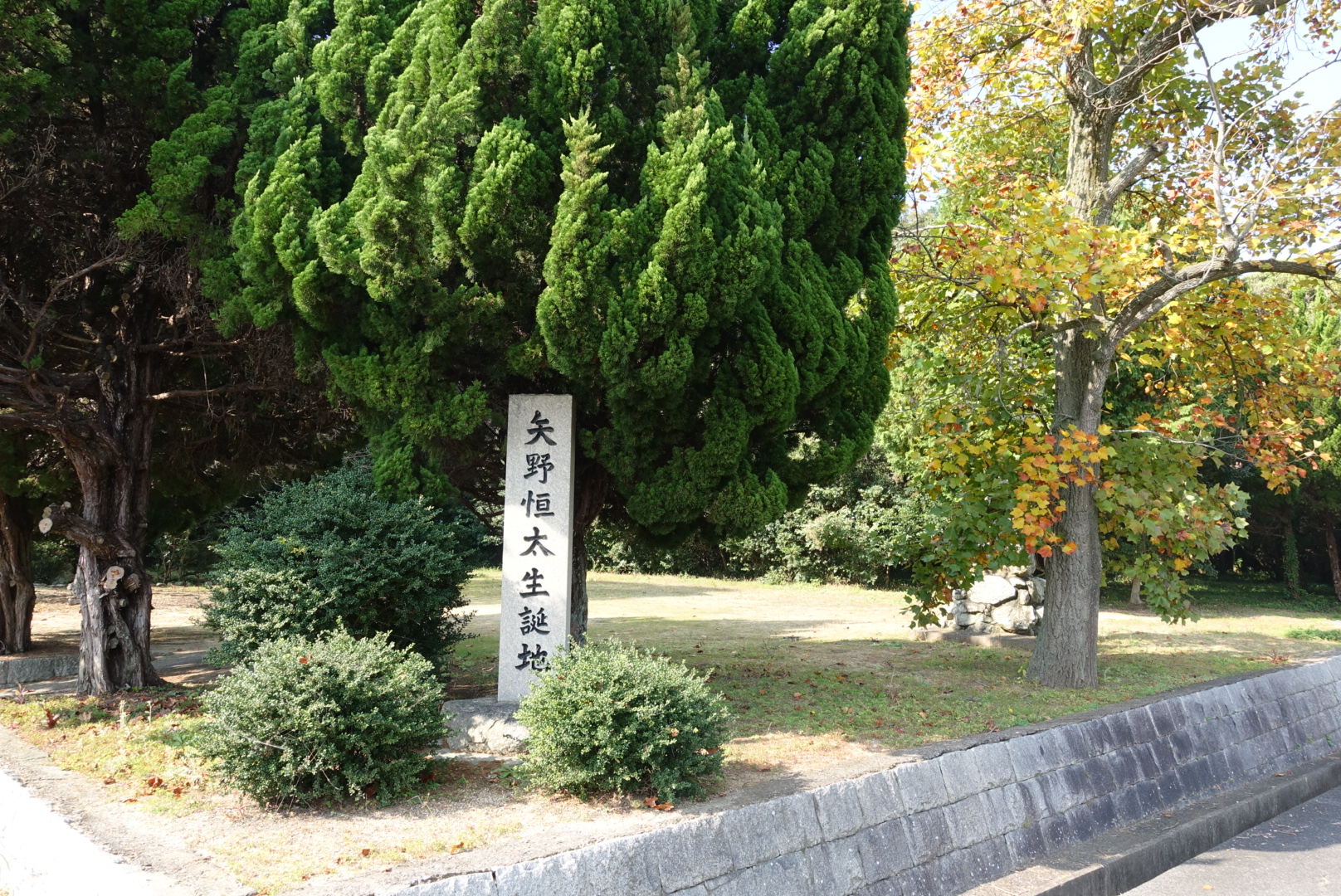
Gedenkstein an der Stelle des Geburtshauses

Yano Tsuneta (japanisch 矢野 恒太, Go: Sōgo; geboren 18. Januar 1866 in Tsunoyama (角山村) (Provinz Bizen); gestorben 23. September 1951 in Tokio) war ein japanischer Unternehmer.

## Leben und Wirken
Yano Tsuneta machte seinen Studienabschluss im Fach Medizin an der „Daisan kōtō chūgakkō“ (第三高等中学校), der Vorläufereinrichtung der Universität Okayama. Er arbeitete als Kassenarzt, bildete sich dann in Deutschland bezüglich eines Versicherungssystems im Gesundheitsbereich weiter. Nach seiner Rückkehr arbeitete er von 1898 bis 1902 im Ministerium für Landwirtschaft und Handel (農商務省, Nōshōmushō) und entwarf im Jahr 1900 das Gesetz für den Betrieb von Versicherungen (保険業法, Hokengyō hō).
1902 schied er aus dem Staatsdienst aus und gründete die erste Versicherungsgesellschaft auf Gegenseitigkeit in Japan, was sich in ihrem Namen „Daiichi“ – „Die erste“ – widerspiegelt. Er wirkte zunächst als Hauptgeschäftsführer, ab 1915 als Firmenpräsident und führte das Unternehmen zum Erfolg. Alle anderen Lebensversicherungsgesellschaften folgten diesem Beispiel. 1938 setzte er den Unternehmer Ishizaka Taizō als Nachfolger ein.
Yano wirkte als Unternehmer nach den Prinzipien, wie sie in „Gesprächen des Konfuzius“ dargestellt werden. Da die herkömmlich enge Stadtanlage die Ausbreitung der Tuberkulose fördert, unterstützte er die Gartenstadt „Den’en chōfu“ (田園調布) im Außenbezirk von Tokio. Er hinterließ viele Publikationen, darunter „Nihon kokusei zue“ (日本国勢図会), eine „Statistik zu Japan“. Die Gesellschaft „Yano Tsuneta kinenkai“ (人矢野恒太記念会) kümmert sich um seinen Nachlass.
Sein Wohnhaus in Den’en chōfu, ein bemerkenswerter Bau aus dem Jahr 1927, wurde an eine andere Stelle umgesetzt als Erinnerungsstätte „Sōgo kinenkan“ (蒼梧記念館).